# 杰夫·范甘迪
杰夫·范甘迪（1962年1月19日—，Jeff Van Gundy），美国前篮球教练，曾任ESPN篮球解说员（任職計16年，於2023年離職）。
1961年3月28日，杰夫·范甘迪出生在加利福尼亚州的一个篮球教练世家，他的父亲比尔·范甘迪担任过四十多年的篮球教练，在纽约州的巴塔维亚Genesee社区学校度过了其中的15年。范甘迪的哥哥：斯坦·范甘迪曾在2003年代替NBA传奇教练帕特·莱利出任热火主教练，并率领球队打进季后赛。在这样的出身和家庭背景影响下，杰夫·范甘迪与篮球结下了不解之缘。小时候的杰夫·范甘迪没有出众的运动天赋，天生矮小瘦弱的他注定不会成为会在NBA成就伟业的运动巨星。但是凭借刻苦的自主训练和家庭氛围的熏陶，球场上的他更多的靠扎实的基本功和聪明的头脑与对手周旋。
高中毕业后，范甘迪有幸进入著名的长青藤联盟名校——耶鲁大学。进入耶鲁的他原本想进入校队，继续自己的篮球生涯。但是天赋平平、个头矮小的他却落选了耶鲁的校队。在遭受如此“沉重”的打击后，性格倔强的范甘迪便决定离开名校耶鲁，来到了一所名为納扎瑞斯學院的专科学院。通过这个事实，我们确实能够感知到这个小个子对于篮球的深厚感情和对于自己理想那种近似于荒诞的绝对坚持。
来到納扎瑞斯學院的范甘迪如愿成为校队的控球后卫。这个小个子后卫扎实的基本功和聪明的赛场技巧使得球队受益良多。在1984年，范甘迪帮助納扎瑞斯學院夺得NCAA东部分区第一。而在范甘迪毕业时，他在罚球线上86.8%的表现成为校史记录(152罚132中)，他56.9%的投篮命中率排在校史的第四位(302投172中)。在1996年，范甘迪入选納扎瑞斯學院的体育名人堂。

## 球队助教
毕业之后，知道自己无法在更高级别的球场上继续拼杀的范甘迪继承了家族前辈的事业——一名篮球教练。1985年，在纽约州的罗切斯特一所名叫McQuaid Jesuit高中里，范甘迪开始了他的执教生涯。1986年，他成为了里克·皮提诺的助手，共同帮助Providence College进入四强赛。由于范甘迪思路清晰，方针正确，范甘迪在下个赛季被提拔为戈登·池萨的助理教练。之后又在Rutgers大学成为鲍勃·温泽尔的助教。
从1989年1月28日开始，在之后的六个半赛季里，范甘迪进入NBA球队纽约尼克斯的教练组，一直担任助理教练。在此期间，他先后辅佐过斯图·杰克逊、约翰·麦克劳德、帕特·莱利和唐·尼尔森。纽约尼克斯在此期间从没跌出过大西洋区前三甲的位置，并且三度夺得分区冠军。期间的每次季后赛，纽约尼克斯都没有缺席，并在1993年挺进东部决赛，并在1994年打入NBA总决赛。
之后的94-95赛季，也就是米勒在麦迪逊广场花园16秒内连得8分的那个赛季，糟糕的进攻拖累了纽约尼克斯。难辞其咎的帕特·莱利不得不交出了教鞭，由原勇士队主教练唐·尼尔森接任。但是在带队打了仅仅60场比赛后，球队扶正了长期担任助理教练的杰夫·范甘迪，正式担任纽约尼克斯队的主教练。并在之后的22场比赛中取得了13场胜利。

## 纽约尼克斯主教生涯
96-97赛季，纽约尼克斯阵容齐整，气象一新。在范甘迪的调兵遣将下，拥有拉里·约翰逊、阿兰·休斯敦、帕特里克·尤因、约翰·斯塔克斯和查尔斯·奥克利的纽约尼克斯在常规赛取得了57胜25负的骄人战绩。这是纽约尼克斯队史上所有教练的最佳处子秀。同时，在NBA历史所有第一年带队的主教练中，范甘迪这个成绩排在第三位。范甘迪也和霍兹曼、皮蒂诺以及莱利成为仅有的单赛季胜场过50的纽约尼克斯主教练。在季后赛第二轮对阵迈阿密热的系列赛中，原本以3－1领先的纽约尼克斯却最终被热淘汰出局。
97－98赛季，在队上主将尤因右手腕受伤的情况下，范甘迪依旧带领纽约尼克斯取得了常规赛43胜39负的战绩，并带领球队在首轮击败去年的死对头迈阿密热，晋级第二轮。在强力中锋缺失的情况下，范甘迪重新制定了以队上实力后卫阿兰·休斯敦为核心的战术，从常规赛战绩来看，范甘迪的应变能力还是值得称道的。季后赛第二轮，在对阵由拉里·伯德率领的印地安那步行者时，被1：4淘汰。
98-99赛季，可以说是范甘迪执教生涯的代表作。本赛季，他率领纽约尼克斯以东部第八的身份晋级联盟总决赛。在帕特·莱利铁血防守理念的影响下，范甘迪十分强调球队的防守强度。这正印证了一句话：“票房靠进攻，赢球靠防守”。赛季开始前，纽约尼克斯招来了“狂人”拉特里尔·斯普雷维尔和96年榜眼马库斯·坎比。两位球员一内一外，为纽约尼克斯队注入了积极的防守态度和水银泻地般的进攻狂潮。
由于赛季缩水，球队在常规赛取得了27胜23负的成绩。仅以东部第八的身份晋级季后赛。而在季后赛中，范甘迪率领坎比、休斯敦和斯普雷维尔等一帮铁血硬汉创造了一个又一个奇迹。首轮对阵仇家迈阿密热火，第五场生死战中，休斯敦以一记平时绝少使用的跑投淘汰对手。第二轮对阵鹰队的系列赛中，坎比在内线的铁血防守使得球队横扫亚特兰大。东部决赛，依靠不可阻挡的进攻和难以置信的防守，纽约尼克斯将拉里·伯德的步行者扫地出门。
尽管总决赛中，斯普雷维尔有亮眼表现，但是缺少尤因的纽约尼克斯终究不能和拥有双塔的圣安东尼奥相抗衡。范甘迪的总决赛之旅，最终以失败告终。
99-00赛季，范甘迪再次让纽约尼克斯取得了50胜32负的骄人战绩。但是纽约尼克斯在季后赛中止步于东部决赛，目送印地安那步行者进入总决赛。本赛季，范甘迪担任了NBA全明星赛的东部主教练。本赛季，范甘迪“防守至上”的风格可谓体现的淋漓尽致：场均失分90.7，位列联盟第二；压制对手投篮命中率42.4％，联盟第三。防守、防守、再防守已然成为范甘迪的招牌动作。
00-01赛季，48胜34负的纽约尼克斯再次以大西洋赛区第三名的身份晋级季后赛，这是球队连续第十四次杀入季后赛。而在本赛季，纽约尼克斯的防守数据更是令人触目惊心：场均失分86.1分，压制对手投篮命中率为41.7％。而在从11月11日到1月21日的连续33场比赛中，他们从未让对手得分超过100分，创造了联盟记录。由于伤病的原因，范甘迪不得不在赛季中尝试使用了19种先发阵容。
01-02赛季，由于队内动荡不安，球队战绩开始下滑，在各方面的压力下，范甘迪决定离开NBA 主教练职务，转而担任电视评论员。暂时消失在了NBA第一线。在纽约尼克斯队的七个赛季里，范甘迪一共带领球队取得了248胜172负的战绩，取胜场次在纽约尼克斯队史上排名第三。在范甘迪执教纽约尼克斯队的头6个赛季中，纽约尼克斯队都杀入了季后赛，在季后赛中的总战绩为37胜32负。

## 休斯敦之旅
2003年6月11日，由于原主教练鲁迪·汤姆贾诺维奇因身体原因离开主教练之位，“消失”许久的杰夫·范甘迪与火箭队正式签约，成为休斯顿火箭历史上第十位球队主教练。在之后的四个赛季中，范甘迪带领火箭取得了182胜146负的总成绩。他所取得的55.5%的胜率在所有火箭队主教练中排在第三位。同时，在他执教的四年中，除去遭受严重伤病的05-06赛季，火箭队在03-04 、04-05、06-07都打入了季后赛。
火箭队前总经理道森曾这样评价范甘迪：“杰夫是一位全面而优秀的球队主教练，他相信，对一支以总冠军为最终目标的球队来说，强硬的防守是球队前进的关键，他在防守方面刷新了好几项球队纪录。”
四个赛季以来，范甘迪一直在对火箭阵容进行调整。以期达到他心目中的“王者之师”。03-04赛季，范甘迪担任火箭主教练的第一个赛季，他就刷新了场均失分和限制对手投篮命中率的两项球队纪录，火箭将对手的投篮命中率限制在41.2%，排联盟第二，场均失分则是88.0，列联盟第五。2004年1月3日，火箭让爵士只得到63分，刷新了球队单场最少失分纪录。与此同时，火箭队在范甘迪铁血防守的理念之下稳步前进。04年，范甘迪率领火箭队在五年内首次打进季后赛。首轮面对拥有沙克·奥尼尔、科比· 布莱恩特、加里·佩顿和卡尔·马龙的洛杉矶湖人队，姚明和弗朗西斯腹背受敌，在第一轮被淘汰。
04-05赛季，火箭队以弗朗西斯、莫布里、卡托等主力干将为筹码，从奥兰多魔术队换来两届联盟得分王麦克格雷迪。自此，MM联机便成为范甘迪用兵作战的基本框架。两位内外线的巨星级球员将挡拆的威力发挥到了一定水准。常规赛，火箭队取得了51胜31负的佳绩。季后赛首轮，面对拥有德克·诺维斯基的达拉斯小牛。在没有与诺维斯基对应的灵活长人的现状下，范甘迪用瑞安·鲍文和麦迪来防守诺维斯基，颇有收效。火箭一度取得了2-0的领先优势。但是由于整体的实力差距，小牛最终以4-3拿下系列赛，火箭队再次被挡在第二轮大门之外。
05-06赛季，姚明和麦迪遭受严重伤病，这使得范甘迪在派兵布阵方面捉襟见肘。球队在“裸奔”的情况下，败仗连连，最终取得34胜48负的战绩，无缘季后赛。但是不得不承认的是，自从执掌火箭以来，范甘迪已将球队打造成一支防守之师，火箭连续三个赛季在限制对手得分和命中率方面都排进了联盟前五。在丰田中心想拿高分可谓难上难的事情。同时队上新人卢瑟·海德的亮眼表现也使得球迷十分欣慰。
06-07赛季开始之前，火箭引进实力派球员肖恩·巴蒂尔和邦奇·威尔斯，球队前景十分看好。而开季之后，巴蒂尔在进攻端的高效和防守端的强大为火箭队带来明显的收益。而麦迪的健康和姚明的持续强大则为火箭升空提供了无尽动能和前进指针。常规赛，休斯敦火箭取得52胜30负的优秀战绩，而MM联机也再次面临突破季后赛首轮的最佳契机。首轮面对阵容齐整，团结和谐的犹他爵士，范甘迪在进攻端的单调和机械使得爵士在防守端事半功倍。而在防守端讨回的机会却在进攻端被一次次挥霍，最终，同样在一度取得2-0领先后，火箭队再次被淘汰出局。 
在范甘迪执教联盟的总共11个赛季中，他有10个赛季的胜率超过50%。范甘迪执教生涯常规赛总战绩为430胜318负，57.5%的胜率在现役主教练中排名第八，在联盟历史上排名第22。范甘迪执教季后赛的总战绩为44胜44负。

## 范甘迪其人
说到范甘迪，不仅仅是他创造了纽约名动天下的“黑八传奇”，更重要的是，他对自己的球队和队员有一种深厚而牢固的感情。1998年，纽约尼克斯在首轮面对老冤家迈阿密热队。系列赛中，热队中锋阿隆佐·莫宁与纽约尼克斯队员拉里·约翰逊发生冲突，范甘迪为了保护自己的队员，奋不顾身的抱住莫宁大腿，阻止其动手。这一幕一直被广大球迷仅仅乐道，这不仅表现出范甘迪队手下球员的爱护，更重要的是：这个相貌平平的小个子真的具有相当的勇气——你敢碰一碰怒火冲天的莫宁的大腿吗？
同时，范甘迪的“小气”和“吝啬”却是出了名的。1985年，范甘迪成为纽约尼克斯队助教，他仍然搭公共汽车上下班。父亲老范甘迪看不下去，就送了儿子一辆本田作为代步工具，哪知这辆车范甘迪一开就是十多年。后来，范甘迪成为纽约尼克斯主教练，年薪达到百万美元，而他仍然不舍得换一部新车。队上休斯敦、斯普雷维尔等球星看着教练的“老爷车”每天出出进进，都劝他换。可是倔强的范甘迪就是不听。而他的宝贝本田的结局说来也有趣：2000年东部半决赛淘汰热队后，停在机场的本田被飞机排出的尾气炸飞。
范甘迪的敬业程度也是令人钦佩。当年为了改善自己的形象，他狠了狠心买了一套亞曼尼。穿上之后，站在场边的范甘迪形象大有改观。但是拼命工作的他总是在办公室的沙发上睡觉，亞曼尼不久就变成皱巴巴的，完全走样。亞曼尼公司为了维护自己产品的形象，不得不在私下跟范甘迪商量，请求他能不能别穿亞曼尼，并且给了范甘迪一笔数目可观的补偿。
事后，范甘迪自嘲的说：“真好笑，不穿他们的衣服他们还给我钱。”
范甘迪于1996年3月8日出任NBA纽约尼克斯主教练，其间曾率领纽约尼克斯在1999年以东部第八的身份一举杀入NBA总决赛，在總決賽以1勝4敗不敵馬刺，创造了NBA历史上仅见的“黑八奇迹”。2001年12月8日，范甘迪自纽约尼克斯辞职。
2003年下半年，范甘迪开始执教休斯敦火箭队，虽然火箭主力球员姚明、特雷西·麦克格雷迪、鲍勃·苏拉等人在其执教期间陷入经常性的伤病，他仍然将火箭队打造成一支强队。但是，由于始终无法突破NBA季后赛第一轮，范甘迪也深受诟病。
2007年NBA季后赛中，休斯敦火箭队以3-4遭到犹他爵士队淘汰，范甘迪随之与火箭队分手，出任ESPN的解说员，2018年帶領美國男籃B隊參與2019FIBA世界杯外圍賽成功出線。
杰夫·范甘迪之兄斯坦·范甘迪曾任迈阿密热队，奧蘭多魔術隊主教练。目前擔任底特律活塞隊主教练兼籃球事務部副總裁。

## 執教成績
| 隊伍 | 年份    | 常規賽 | 常規賽 | 常規賽 | 常規賽 | 常規賽           | 季後賽        |
| 隊伍 | 年份    | 比賽   | 勝     | 負     | 勝率   | 排名             | 季後賽        |
| ---- | ------- | ------ | ------ | ------ | ------ | ---------------- | ------------- |
| NYK  | 1995-96 | 23     | 13     | 10     | .565   | 大西洋賽區第二名 | 第二輪失利    |
| NYK  | 1996-97 | 82     | 57     | 25     | .565   | 大西洋賽區第二名 | 第二輪失利    |
| NYK  | 1997-98 | 82     | 43     | 39     | .524   | 大西洋賽區第二名 | 第二輪失利    |
| NYK  | 1998-99 | 50     | 27     | 23     | .540   | 大西洋賽區第四名 | NBA總決賽失利 |
| NYK  | 1999-00 | 82     | 50     | 32     | .610   | 大西洋賽區第二名 | 東區決賽失利  |
| NYK  | 2000-01 | 82     | 48     | 34     | .585   | 大西洋賽區第三名 | 輸第一輪      |
| NYK  | 2001-02 | 19     | 10     | 9      | .526   | (辭職)           |               |
| HOU  | 2003-04 | 82     | 45     | 37     | .585   | 中西賽區第五名   | 第一輪失利    |
| HOU  | 2004-05 | 82     | 51     | 31     | .622   | 中西賽區第三名   | 第一輪失利    |
| HOU  | 2005-06 | 82     | 34     | 48     | .415   | 中西賽區第五名   | 未進入        |
| HOU  | 2006-07 | 82     | 52     | 30     | .634   | 中西賽區第三名   | 第一輪失利    |
| 總計 | 總計    | 748    | 430    | 318    | .575   |                  |               |